# Ida Panovna Mandenova
Ida Panovna Mandenova (ryska: Ида Пановна Манденова), född 26 juli 1907 i Tblisi, död 4 september 1995 i Tblisi, var en sovjetisk-georgisk botaniker.
Auktorsnamnet Manden. kan användas för Ida Panovna Mandenova i samband med ett vetenskapligt namn inom botaniken; se Wikipediaartiklar som länkar till auktorsnamnet.